# Róza Nagy
Róza Nagy (* 1951) ist eine ehemalige ungarische Ökonomin und Politikerin.

## Werdegang
Nagy studierte Wirtschaftswissenschaft in Moskau und später promovierte sie an der heutigen Corvinus-Universität Budapest. Nach dem Zusammenbruch des kommunistischen Regimes arbeitete sie ab 1991 als Expertin beim Amt für wirtschaftlichen Wettbewerb, ab 1995 war sie als  Direktorin bei der Industrie- und Handelskammer tätig. 2000 arbeitete sie als Staatssekretärin unter Wirtschaftsminister György Matolcsy für das Kabinett Orbán I. Nach der Abwahl der Regierung 2002 war sie im Gesundheitswesen tätig, ehe sie 2010 nach der Wiederwahl Viktor Orbáns ins Wirtschaftsministerium zurückkehrte. Als Matolcsy im Frühjahr 2013 zum Präsidenten der Magyar Nemzeti Bank ernannt wurde, wechselte sie als Generaldirektorin in das Leitungsgremium der Zentralbank. 2015 schied sie aus Altersgründen aus dem Amt.
Im Sommer 2021 erhielt Nagy den Verdienstorden der Ungarischen Republik.
| Personendaten    | Personendaten                       |
| ---------------- | ----------------------------------- |
| NAME             | Nagy, Róza                          |
| KURZBESCHREIBUNG | ungarische Ökonomin und Politikerin |
| GEBURTSDATUM     | 1951                                |